# Verkiezingen voor het Europees Parlement 2019/Kandidatenlijst/DENK
De kandidatenlijst voor de Europese Parlementsverkiezingen 2019 van de lijst DENK (lijstnummer 12) is na controle door de Kiesraad als volgt vastgesteld:
1. Tonça A. (Ayhan) (m), Apeldoorn
2. El-Gharabawy A. (Aiman) (m), Delft
3. El Ouahdani N. (Nadia) (v), Rijswijk
4. Everduim G.E.E. (Gideon) (m), Amsterdam
5. Soares M.L. (Luiza) (v), Rotterdam
6. Sufyan H.M. (Huda) (v), Enschede
7. Ribić-Gradečak N. (Naida) (v), Breda
8. Van Heerden H.A. (Harry) (m), Wijk aan Zee
9. Ghazi M.I. (Ibrahim) (m), Amsterdam
10. Al-Rubey S.Z.S. (Sarah) (v), Maastricht
11. Uysal Ş. (Şerif) (m), Middelburg
12. Albitrouw G. (Gladys) (v), Rotterdam
13. Azarkan F. (Farid) (m), Culemborg
14. Kuzu T. (Tunahan) (m), Rotterdam

Democraten 66 (D66) ·
CDA-Europese Volkspartij · 
PVV (Partij voor de Vrijheid) ·
VVD · 
SP (Socialistische Partij) ·
P.v.d.A./Europese Sociaaldemocraten ·
ChristenUnie-SGP ·
GROENLINKS ·
Partij voor de Dieren ·
50PLUS ·
JEZUS LEEFT ·
DENK ·
De Groenen ·
Forum voor Democratie ·
vandeRegio & Piratenpartij ·
Volt Nederland